# Gens de Confiance
Pour les articles homonymes, voir GDC.
 (mars 2025).
Gens de Confiance est un site web et une application de petites annonces généralistes, créé en France et dont le fonctionnement repose sur le parrainage de ses membres
(particuliers et professionnels). Au delà d’une plateforme sociale de mise en relation proposant des biens et des services, son but est d'instaurer un environnement de confiance dans l'économie collaborative.

## Historique
Le site est créé le 15 juin 2014 par trois jeunes Nantais, Nicolas Davoust (président), Ulric Le Grand (CEO) et Enguerrand Léger. L’idée naît lorsque les trois cofondateurs partagent les mauvaises expériences qu’ils ont pu vivre (arnaques, annonces mensongères, faux rendez-vous) sur des plateformes collaboratives comme Leboncoin ou Airbnb,. Ils s’associent alors pour lancer un site de petites annonces entre particuliers reposant sur la « confiance participative » afin de garantir un espace sécurisant et des échanges bienveillants et fiables entre particuliers. Pour cela, chaque membre doit être recommandé par trois parrains s’il souhaite pouvoir publier ou répondre à une annonce, la consultation restant ouverte à tout le monde.
Ce modèle vaut au site d’être qualifié peu après sa mise en ligne d'« ovni qui déboule dans le panorama de l'économie collaborative ».

## Croissance et étapes clefs
Au départ plus associatif que lucratif, le site se rémunère uniquement en facturant la remontée en haut de page des annonces et grâce aux dons de ses membres,. Décrit par le quotidien Les Échos comme exemple de « modèle économique audacieux ». Gens de Confiance réussit une première levée de fonds de 500 000 euros en 2016 grâce aux deux investisseurs Partech Partners et Bpifrance,.
En février 2017, le magazine Le Figaro Magazine consacre un article à la comparaison de ce site avec le site Leboncoin : il indique une moyenne de 50 000 annonces en ligne, 15 000 nouvelles annonces par mois, un réseau de 165 000 membres cooptés avec un accroissement de 300 à 500 nouveaux inscrits par jour, 275 000 utilisateurs uniques par mois. En août 2017, le nombre de 200 000 membres est atteint. Cette croissance rapide s’accélère : le nombre de membres passe à 300 000 mi-2018 pour 30 000 nouvelles annonces déposées chaque mois. En mars 2019, Bpifrance distingue le site pour son « hypercroissance » : le site atteint 850 000 membres début 2021 pour franchir le million de membres début 2022,.
En novembre 2021, le site lance le service « Pro de confiance » consacré aux professionnels de l’immobilier leur permettant de créer leur « Profil Pro » disposant de fonctionnalités spécifiques : annuaire métier, système de recommandation,, avec notation et dépôt d’avis.
L'entreprise est à l'équilibre depuis début 2022. Le nombre d'employés atteint une soixantaine de personnes, alors que début 2018, elles étaient une quinzaine. Au premier semestre 2021, Gens de Confiance dépasse le seuil de 1 million de membres, et en août 2022, le seuil de 1,4 million de membres avec près de 11 000 professionnels référencés.

## Fonctionnement
La consultation des annonces publiées sur le site Gens de Confiance est gratuite et ouverte au grand public. La spécificité du site repose sur le parrainage. En effet, pour publier une annonce ou y répondre, il faut acquérir un statut de membre en recueillant le parrainage de trois membres qui se portent garants du nouvel entrant. Cette éthique de responsabilité mutuelle reposant sur les valeurs de bienveillance, d’honnêteté et de solidarité institue un contrat moral et fixe les règles d’échanges entre membres. Ce contrat moral repose sur le triptyque de solidarité, bienveillance et honnêteté : si le filleul enfreint le règlement ou nuit à un autre membre au cours d’une transaction, une procédure de médiation est lancée,. Celle-ci peut aboutir à son renvoi et à celui des membres qui l’avaient recommandé. « En 2021, nous n'avons fermé que 50 comptes sur un total assez faible de 300 signalements pour 400 000 annonces diffusées ». Le site a mis en place à Nantes une équipe chargée de l’accompagnement de ses membres et de la gestion des contentieux éventuels, « la Team Bonheur », intermédiaire de confiance à visage humain, cette équipe comprend une dizaine de personnes expertes dans l’écoute et la médiation,.
Par ailleurs, le site présente un modèle hybride singulier entre la plateforme de publication de petites annonces et le véritable réseau social. Gens de Confiance offre la possibilité à ses membres d’échanger entre eux par leur messagerie mais aussi de rejoindre et créer des groupes thématiques. Cet accent mis sur la « confiance » a suscité quelques réserves sur les limites du système de parrainage, considéré comme une « version bcbg du Bon Coin » par le quotidien Le Figaro, par le magazine L'Obs ou encore par l'humoriste Charline Vanhoenacker sur la chaîne de radio France Inter. Cependant si, comme l'a souligné le quotidien Le Monde, les annonces du site à ses débuts ont pu refléter « l'univers de la bourgeoisie française », elles sont désormais plutôt généralistes et correspondent à l’évolution de la sociologie des membres[réf. nécessaire] .

## Typologie des annonces
Gens de Confiance est une plateforme généraliste de publication de petites annonces. Les locations de vacances, les ventes immobilières et les services à la personne comme la garde d’enfants ou encore les cours particuliers en constituent les plus gros volumes. Ces catégories d’annonces où le lien de confiance et l’assurance d’échanges sécurisés sont déterminants ont naturellement émergé dans l’offre et la demande de biens et de services sur le site,. Les autres annonces concernent principalement les locations longue durée, les annonces d’emplois et de stages ainsi que les recherches de professionnels.

## Logotype
Le nom de l'entreprise est déposé à l'Institut national de la propriété industrielle (INPI) le 6 novembre 2014 et publié au Bulletin officiel de la propriété industrielle (BOPI) le 28 novembre 2014.
Un premier logotype est déposé le 15 février 2017 et publié au BOPI le 10 mars 2017. Il rend hommage à l'ancrage nantais des cofondateurs en reprenant un motif du château des ducs de Bretagne. Il représente une petite tour violette qui symbolise la protection et la sécurité.
Fin 2020, la nouvelle identité graphique amène un nouveau logotype, déposé le 18 décembre 2020. Il est constitué d'un cœur vert représenté de façon filaire croisé avec un bouclier symbolisant l’alliance de la bienveillance et de la protection.